# 0 por Movistar Plus+
#0 por Movistar Plus+ (początkowo #0, wym. Cero) – hiszpańskojęzyczny kanał telewizyjny, którego właścicielem jest Telefónica, operator platformy satelitarnej Movistar Plus+.
Kanał zastąpił stację Canal+ obecną na rynku od 1990 roku. Profil nowego kanału nie uległ zmianie, #0 por Movistar Plus+ pozostaje stacją premium i oferowana jest wyłącznie klientom platformy Movistar Plus+.